# Phlegra thibetana
Phlegra thibetana är en spindelart som beskrevs av Simon 1901. Phlegra thibetana ingår i släktet Phlegra och familjen hoppspindlar. Inga underarter finns listade i Catalogue of Life.